# 綜合放送
株式会社綜合放送（そうごうほうそう）は、かつて存在した日本のラジオ番組制作会社である。本社の所在地は、東京都港区芝公園。

## 概要
主にローカル局向けに様々なジャンルの番組を制作した。各局の事情に合わせて放送時間を5分単位で任意に変更できることが特徴である。主に早朝・夜や、ワイド番組が放送されない時間帯に放送されている。一般的に制作力の弱いローカル局ほど綜合放送制作の番組が占める時間が多くなる傾向にある。この他に、キー局の番組の下請け製作も行っている。
「お便りは、お聴きの放送局の～」となることが比較的多いが後述するようにEメールによる投稿先は綜合放送が用意している。
かつてはTBSラジオとの関係が深く、『パックインミュージック』『いすゞ歌うヘッドライト〜コックピットのあなたへ〜』といった同局の深夜番組の制作を担当していた。
キー局では番組を購入しておらず、在阪局では自社制作率が高く、ネット番組も多く放送するためほとんど皆無である。在名局においても自社制作が中心で元々比率は大きくなく、過去には放送される事の多かった早朝においては、自社制作の強化および朝ワイド番組の時間拡大などから番販の番組は減少している。
国税庁の法人番号公表サイトによると2018年2月27日に閉鎖し、清算が結了していたことが明らかになった。なお制作番組については少なくとも2019年3月までは放送が確認されている。

## 主な制作番組

### 2013年5月時点
- ナイスショット
- アニメ探偵団3
- いきいき歌謡ダイアリー
- 渡辺真知子 恋の予感
  - （渡辺真知子〜ドーンと、ようこそ!）
- ラジオエッセイ
- グー先生の知恵マルシェ
- 我が家のセーフティプラン
- Wake Up メロディー
- エキサイティング・スポーツウェイブ （担当：庄司正樹）
- 山田パンダ・素晴らしきフォーク世代
- ナイスミドルBEST MUSIC
- 森永卓郎ジャーナル
- モト冬樹～のんびり行こうぜ！
- ポップスフォーエバー（第3期、主に単発番組などで放送中）
- 髭男爵の本日NO天気（出演：山田ルイ53世・芹澤みづき）
- 加来耕三のSAMURAIヒストリアス
- わんぱくオヤジの人生お互いさま

### 過去
- 西村知美 キュートに初恋[1]
- のりピー 不思議な夢冒険（気ままにセンセーション）[1]
- 仁藤優子 笑顔にFor You[1]
- 新田恵利 チョットだけ恵利ごのみ[1]
- UP-BEAT ロックンファイト[1]
- KAYOCO 今日が最高![1]
- The Wave[1]
- ラブリーナイト（RKB）[1]
- 永井真理子 D'ebutお元気予報（KBC）[1]
- 瀬戸早妃のねえ!こっち向いて
- 仲間由紀恵とみんな仲間たち
- 柴田智子 素敵にチャレンジ
- 岩男潤子のBe Natural〜素顔のままで〜
- イッセー尾形のハーフタイムブレイク
- サトエリの"アタシに任せて!"
- 稲垣潤一 J-POP通信
- 岡村孝子 〜スマイル・フォー・ユー
- toi teens!?の東京ナビゲーター
- リビング歌謡曲（担当：武藤和貴子→佐藤圭子）
- マルシアのおもいっきり天真爛漫
- 「Saude! Marcia〜マルシアに乾杯!」
- 川村亜紀〜女心と亜紀の恋
- 阿刀田高の本物紳士録
- 歌の折り紙
- 歌の折り鶴
- ラジオ・アミューズメント・ファイル
- 思い出歌謡曲
- あなたと旅の歌
- おかしな惑星
- スポーツ列島ランスルー
- スーパーミュージック
- ポップス・ホットウェーブ[1]
- 気分はサラダ日記[1]
- 土屋先生のヤングおもしろゼミナール[1]
- 東京トレンド探検隊[1]
- 情報ファイルIMA[1]
- トンガリ東京探検隊（KBC）[1]
- ズバリ快答!テレフォン身の上相談[1]
- 蔵間→琴剣のハイ・今日も待ったなし!
- MALTAのJAZZ&POPS世界めぐり
- 青い三角定規・今こそ青春
- カモンレッツゴー
- スポーツミュージアム
- 水谷優子のアニメ探偵団II
- 芹洋子 四季の唄愛の唄
- 私は千の風
- 千客万来
  - （中島啓江〜ドーンと、ようこそ!）
- ラジオエッセイ
- グー先生の知恵マルシェ
- 我が家のセーフティプラン
- エキサイティング・スポーツウェイブ（担当：庄司正樹）
- 山田パンダ・素晴らしきフォーク世代
- 未唯mieの Soul To Me
- ナイスミドルBEST MUSIC
- ポップスフォーエバー（第1期、各ラジオ局で週末の午後・夕方に放送）
- スポーツミュージアム
- ポップスフォーエバー（第2期、「スポーツミュージアム」の後続番組）
- 江本孟紀のズバリ！ストレート（「ポップスフォーエバー・第2期」の後続番組）
- たかとりじゅんのスポーツ・ジョッキー（「ズバリ！ストレート」の後続番組）
- 蟹瀬誠一のジャーナルJAPAN
- デーモン小暮のラジオ創世記

## インターネット
かつては会社ウェブサイト「www.sogohoso.co.jp」が開設されていたが、2012年時点ではタイトルの「綜合放送」のみとなっており、投稿の宛先であるメールアドレスのみが稼動していた。
主に「webmaster@sogohoso.co.jp」が使われるが、『いきいき歌謡ダイアリー』『サトエリの"アタシに任せて!"』『稲垣潤一・J-POP通信』のように「@sogohoso.co.jp」の@の前に『いきいき～』は「ikiiki」、『サトエリ～』は「satoeri」、『稲垣～』は「inagaki」のように番組名の一部が入る専用のメールアドレスを設けている番組もある。
また、『モト冬樹 ～のんびり行こうぜ！』のように、番組によっては「sogohoso@gmail.com」と、Gmailのアドレスも存在する。